# Jaskinia Umm al-Katafa
Umm al-Katafa (Magharat Umm al-Katafa, Maghārat Umm al-Qaţafah) – dolnopaleolityczne stanowisko archeologiczne zlokalizowane w grocie znajdującej się na lewym brzegu wadi Churajtun w kierunku południowym od Herodion i na południowy wschód od Jerozolimy. Wyniki badań mikrofauny wykazały, że przez cały czas obecności człowieka na tym obszarze Umm Katafa znajdowała się na skraju współczesnej Pustyni Judzkiej.
Pod względem geomorfologicznym jaskinia powstała na skutek oddziaływania wody na skały wapienne. Geochronologicznie proces ten zakończył się na początku późnego plejstocenu, dlatego najniższa warstwa groty składa się z naniesionych przez wodę osadów. Nie zawiera także żadnych znalezisk archeologicznych.
Najstarsze odkryte w kolejnych warstwach kulturowych artefakty są współczesne kulturze tejackiej. Są to: rdzenie, narzędzia otoczakowe i fragmentarycznie retuszowane odłupki. Odnotowano także ślady po obłożonych kamieniami paleniskach. Pod koniec późnego plejstocenu strop jaskini zawalił się. Jej dno pokryły kamienie i stalagmitowa skorupa. Ta warstwa ma sygnaturę E2. Kolejna warstwa – E1 – składa się przeważnie z gliny. W obu warstwach odkryto szczątki zwierząt i pięściaki z kręgu kultury środkowoaszelskiej. Obie warstwy, tejacka i środkowoaszelska datowane są na interglacjał.
Następna warstwa D ma 2 m grubości. Dzieli się na dwie części. Dolna D2 jest współczesna kulturze górnoaszelskiej. Odkryto w niej wydłużone i dyskoidalne pięściaki. W młodszej D1 odkryto drapacze, rylce oraz małe (poniżej 10 cm) pięściaki o zaostrzonych końcach i wklęśniętych bokach. Artefakty zaliczono do kręgu kultury mikockiej. Kolejne warstwy B, C i A osadzone są na żwirze. W warstwach B i C nie stwierdzono znalezisk archeologicznych. Warstwa A zaś zawiera ślady obecności człowieka kultury gaszulskiej.